# クウェート亡命政府

クウェート亡命政府
الحكومة الكويتية في المنفى (アラビア語)

クウェート亡命政府（クウェートぼうめいせいふ、アラビア語: الحكومة الكويتية في المنفى）は、湾岸戦争中にイラクがクウェートを侵略・占領した後に成立した、クウェートの亡命政府である。

## 解説
1990年8月2日、シャイフジャービル・アル＝アフマド・アッ＝サバーハとその政府高官らはサウジアラビアに逃れ、ターイフで亡命政府を樹立した。
クウェート亡命政府は、他の多くの政府よりもはるかに豊かで、西側の銀行にある非常に大きなクウェートの資産を完全に処分することができた。この資産を利用して、イラクによる占領を非難する大規模なプロパガンダ運動を行い、イラクとの戦争を支持する西半球の世論を動員した。
1991年3月、湾岸戦争でイラクが連合軍に敗れると、シャイフと政府はクウェートへ戻ることができた。